# St. Barbara (Overath-Steinenbrück)

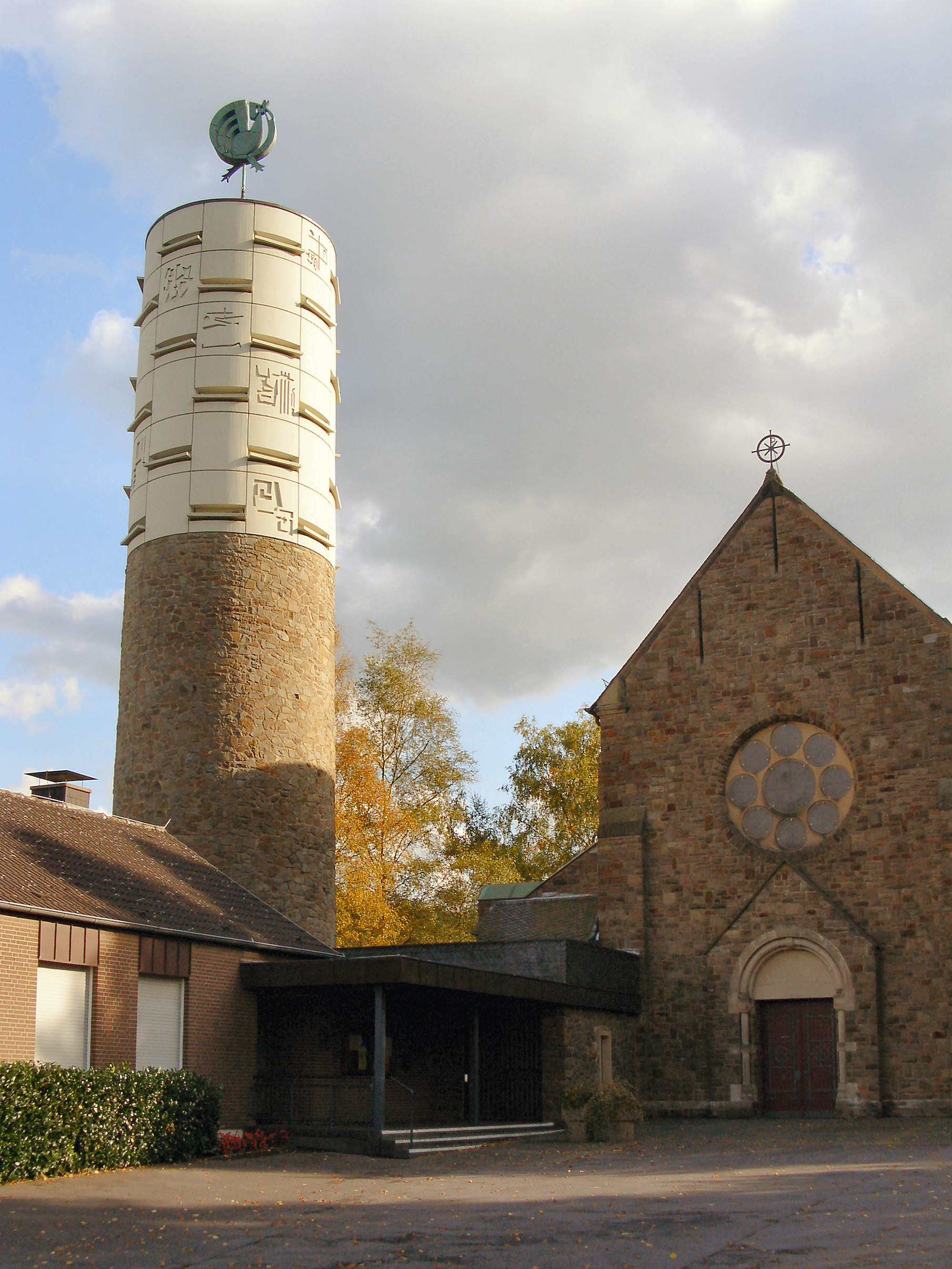
St. Barbara Steinenbrück

Die katholische Pfarrkirche St. Barbara findet sich in Steinenbrück, einem Ortsteil von Overath im Rheinisch-Bergischen Kreis. Kirchenpatronin ist die Hl. Barbara.

## Architektur
Die neuromanische Kirche mit basilikalem Grundriss, fünf Jochen und halbkreisförmigen Chorabschluss ist ein unverputzter, aus unregelmäßigen Feldsteinen errichteter Bau. In den Seitenschiffen öffnen sich je fünf Rundbogenfenster, während der Obergaden durch jeweils zwei Drillingsfenster und ein einfaches Arkadenfenster im ersten Joch geöffnet ist. Das Satteldach, das Dach der Apsis und des zylinderförmigen Turms, der die Apsis flankiert, sind mit Schiefer gedeckt. Die schlichte Fassade wird gegliedert durch ein in eine schmale ädikulartige Umfassung eingestelltes Rundbogenportal, das von einer großen Fensterrose bekrönt wird.
Der freistehende, zylinderförmige Campanile wurde nach einem Entwurf des Steinenbrücker Architekten Wilhelm Pollen 1963 errichtet. Die untere Teil des Kirchturms ist aus rötlichen Feldsteinen errichtet, während das obere Drittel mit rechteckigen hellen Platten, die mit Ornamenten verziert sind bzw. mit schmalen Schlitzen, die als Schalllöcher dienen, versehen ist. Gekrönt wird der Turm von einem stilisierten Hahn aus Bronze.

## Geschichte
Heinrich Römer war Obersteiger auf der Grube Lüderich. Er stammte aus einem katholischen Elternhaus und engagierte sich entsprechend. Im Jahr 1900 zog er mit seiner Familie in das neu errichtete Steigerhaus in Steinenbrück gegenüber der alten Aufbereitungsanlage. Er war Mitglied im Kirchenvorstand von St. Walburga in Overath. Mit dem verstärkten Abbau von Erzen zum Ende des 19. Jahrhunderts wuchs auch allgemein die Bevölkerung rund um das Grubengelände, so auch in Steinenbrück. Den Weg von Steinenbrück nach Overath empfand man als sehr weit. Deshalb wünschte man sich eine Kirche in seinem neuen Wohnort Steinenbrück. Zusammen mit mehreren Gleichgesinnten gründete Römer deshalb am 13. April 1902 den Kirchenbauverein St. Barbara. Römer wurde als Vorsitzender gewählt. Die Grundsteinlegung für die Sankt Barbara Kirche Steinenbrück erfolgte am 1. Mai 1914; zwei Jahre später wurde sie am 2. April 1916 eingeweiht. Es dauerte aber noch bis 1928, bis das Rektorat St. Barbara Steinenbrück eine eigene Pfarre wurde. Die Kirche ist der Heiligen Barbara gewidmet. Sie ist nicht nur eine der Vierzehn Nothelfer, sie gilt auch als die Schutzpatronin der Bergleute. Erst im Jahre 1963 wurde der Kirchturm nach den Plänen des Steinenbrücker Architekten Wilhelm Pollen in einer Kombination von Grauwacke und Sichtbeton gebaut.

## Orgel
Die Orgel wurde 1994 von der Orgelbaufirma Schulte (Kürten) erbaut. Das Schleifladen-Instrument hat 23 Register auf zwei Manualen und Pedal. Die Spieltrakturen sind mechanisch, die Registertrakturen sind elektrisch.
| I Hauptwerk C–g3 |             |       |
| 1.               | Prinzipal   | 8′    |
| 2.               | Gamba       | 8′    |
| 3.               | Rohrflöte   | 8′    |
| 4.               | Oktave      | 4′    |
| 5.               | Gemshorn    | 4′    |
| 6.               | Quinte      | 2 ⁄3′ |
| 7.               | Superoktave | 2′    |
| 8.               | Mixtur      |       |
| 9.               | Trompete    | 8′    |

| II Nebenwerk C–g3 |                |       |
| 10.               | Gedeckt        | 8′    |
| 11.               | Salicional     | 8′    |
| 12.               | Traversflöte   | 4′    |
| 13.               | Sesquialter II | 2 ⁄3′ |
| 14.               | Waldflöte      | 2′    |
| 15.               | Larigot        | 1 ⁄3′ |
| 16.               | Scharff        |       |
| 17.               | Dulcian        | 8′    |

| Pedal C–f1 |            |     |
| 18.        | Subbass    | 16′ |
| 19.        | Oktavbass  | 8′  |
| 20.        | Pommer     | 8′  |
| 21.        | Choralbass | 4′  |
| 22.        | Hintersatz |     |
| 23.        | Posaune    | 16′ |

- Koppeln: II/I, I/P, II/P